# Slana kotanja Makgadikgadi
Slana kotanja Makgadikgadi /məˈkædiˈkædi/ (izgovorjava cvanščina [makχʰadiˈkχʰaːdi]), slanišče sredi suhe savane severovzhodne Bocvane, je eno največjih slanišč na svetu. Slana kotanja je vse, kar je ostalo od nekoč ogromnega jezera Makgadikgadi, ki je nekoč pokrivalo območje, večje od Švice, a se je pred več deset tisoč leti posušilo. Nedavne študije človeške mitohondrijske DNK kažejo, da se je sodobni Homo sapiens v tej regiji začel razvijati pred približno 200.000 leti, ko je bilo to obsežno, izjemno rodovitno območje jezer, rek, močvirij, gozdov in travnikov, ki so bili še posebej ugodni za bivanje razvijajočih se homininov in drugih sesalcev.

## Lokacija in opis
Makgadikgadi, ki leži jugovzhodno od Okavangove delte in ga obdaja puščava Kalahari, tehnično ni ena sama slana ravnina, temveč več slanišč s peščeno puščavo vmes, največje so slane kotanje Sua (Sowa), Ntwetwe in Nxai. Največja posamezna slanišča merijo približno 4921,0 km2. Za primerjavo, Salar de Uyuni v Boliviji je ena sama slana ravnina s površino 10.619,0 km2, redko ima veliko vode in na splošno velja za največjo slanišče na svetu. Slanišča, ki imajo večino leta suho, slano, glineno skorjo, so sezonsko prekrita z vodo in travo ter so nato zatočišče za ptice in živali v tem zelo sušnem delu sveta. Podnebje je vroče in suho, vendar z rednim letnim deževjem.
Glavni vir vode je 330 kilometrov dolga reka Nata, imenovana Amanzanyama v Zimbabveju, kjer izvira pri Sandownu približno 59,5 km od Bulawaya. Manjšo količino vode zagotavlja reka Boteti iz Okavangove delte.
Ta slanišča pokrivajo 16.057,9 km2 v porečju Kalahari in tvorijo dno starodavnega jezera Makgadikgadi, ki je izhlapelo pred mnogimi tisočletji. Arheološka odkritja v porečju Makgadikgadi so razkrila prisotnost prazgodovinskega človeka z obilnimi najdbami kamnitega orodja; nekatera od teh orodij so bila dovolj zgodaj datirana, da se lahko ugotovi njihov izvor pred obdobjem Homo sapiens. Ljudje so tukaj pasli živino, ko je bilo v holocenu več vode.
Najnižje mesto v porečju je kotlina Sua z nadmorsko višino 960 m.

## Geologija
Ko se je starodavno jezero Makgadikgadi krčilo, je za seboj pustilo reliktne obale, ki so najbolj očitne v jugozahodnem delu porečja. Ko se je jezero krčilo, so nastala številna manjša jezera s postopoma manjšimi obalami. Reliktne obale na nadmorski višini 945 m in 920 m so večinoma dobro vidne na grebenu Gidikwe, zahodno od reke Boteti.
Geološki procesi, ki so vplivali na nastanek porečja, niso dobro razumljeni. Domneva se, da je prišlo do nežnega upogibanja skorje navzdol, s spremljajočo blago tektoniko in povezanimi prelomnimi tvorbami; vendar niso bili ugotovljeni nobeni pomembni prelomi na meji med ploščami. Glavna os razvijajočega se tektonska jarka poteka od severovzhoda proti jugozahodu.
Otok Kubu in otok Kukome sta magmatska kamninska 'otoka' v slani kotanji Sua. Otok Kubu leži v jugozahodnem kvadrantu slanišča, vsebuje številne opičje kruhovce in je zaščiten kot narodni spomenik.

## Rastlinstvo
Kotanje so slana puščava, katere edino rastlinje je tanka plast modrozelenih alg. Najprej so robovi slanih močvirij, naprej jih obdajajo travniki in nato grmičasta savana. Izstopajoča drevesa opičjega kruhovca, ki jih najdemo na tem območju, služijo kot lokalne znamenitosti. Eden od njih, poimenovan po Jamesu Chapmanu, je služil kot neuradna pošta za raziskovalce v 19. stoletju.

## Živalstvo
V sušnem obdobju močnih vročih vetrov in le slane vode lahko tukaj obstaja zelo malo divjih živali, po dežju pa kotanja postane pomemben habitat za selitvene živali, vključno z gnuji in eno največjih populacij zeber v Afriki, ter velike plenilce, ki jih lovijo. V deževnem obdobju se pojavljajo tudi ptice selivke, kot so race, gosi in rožnati pelikan (Pelecanus onocrotalus). V tej soteski živi ena od le dveh gnezditvenih populacij velikih plamencev v južni Afriki, in to le v kotanji Soa, ki je del kotanje Makgadikgadi. Druga gnezditvena populacija je v Etoshi v severnem delu Namibije. Edine ptice tukaj v sušnem obdobju so noji, kostanjevka (Charadrius pallidus) in Kittlitzev plavček (Charadrius pecuarius). Travišča na obrobju kotanje so dom plazilcev, kot so želve, skalni varan (Varanus albigularis), kače in kuščarji, vključno z endemično makgadikgadijsko bodičasto agamo (Agama hispida makgadikgadiensis). V slani vodi regije živi Diplostraca rak Moina belli.

## Grožnje in ohranjanje
Slanišča so zelo negostoljubna in človeški posegi so minimalni, zato ostajajo dokaj nedotaknjena, čeprav se zemljišča okoli njih uporabljajo za pašo, nekatera območja pa so bila ograjena, kar preprečuje migracijo divjih živali. Sodobne komercialne dejavnosti za pridobivanje soli in sode so se v kotanji Sua začele leta 1991, obstajajo pa tudi načrti za preusmeritev vode iz reke Nata za namakanje, kar bi povzročilo hudo škodo ekosistemu slanišč. Druga grožnja je uporaba štirikolesnikov in terenskih vozil s strani turistov, kar moti gnezditvene kolonije plamencev. Nezakonit lov v narodnih parkih je stalna težava.
V narodnih parkih Makgadikgadi in kotanja Nxai je nekaj zavarovanih območij. Rezervat kotanje Makgadikgadi je prizorišče velikih migracij zeber in gnujev iz reke Boteti čez do kotanje Ntwetwe, medtem ko je zavetišče Nata v kotanji Sua kraj, kjer lahko opazujete ptice in antilope. V kotanji Nxai so še vedno vidni opičji kruhovci, ki jih je naslikal britanski umetnik Thomas Baines iz 19. stoletja. Do območja je mogoče priti med mestoma Nata in Maun ali iz mesta Gweta.

## Galerija
- Kolonija surikat (Suricata suricatta)
- Surikate
- Južni rdečekljuni kljunorožec (Tockus rufirostris)
- Noji (Struthio camelus) v slani kotanji
- Kapska veverica (Xerus inauris)